# Run-DMC
Run-DMC (també amb el format Run-D.M.C., RUN DMC) va ser un grup de música hip hop estatunidenc, sorgit a Hollis, Queens, Nova York, format el 1983 per Joseph Simmons, Darryl McDaniels i Jason Mizell. Se'l considera com un dels elements més influents de la història de la cultura hip hop i especialment un dels més famosos dels anys 1980. Juntament amb Beastie Boys, LL Cool J, DJ Jazzy Jeff & the Fresh Prince i Public Enemy, el grup va ser pioner en la música hip hop de nova escola i va ajudar a introduir l'edat daurada del hip hop. El grup va ser dels primers a destacar la importància de la relació entre MC i DJ.
Amb la publicació de l'àlbum Run-D.M.C. (1984), es va convertir en el primer grup de hip hop a aconseguir un disc d'or. Aquest àlbum va ser succeit pel disc de platí certificat King of Rock (1985), convertint-los en el primer grup de hip hop que aconsegueix la categoria de platí. Raising Hell (1986) es va convertir en el primer disc de hip hop multiplatí. La versió de «Walk This Way» de Run-DMC, pròpia del grup Aerosmith, va ocupar un lloc més alt al Billboard Hot 100 que la versió original d'Aerosmith, arribant al número quatre. Es va convertir en una de les cançons més conegudes tant del hip hop com del rock. Run-DMC va ser el primer grup de hip hop a tenir els seus vídeos musicals emesos a MTV, aparèixer a American Bandstand, estar a la portada de Rolling Stone, actuar al Live Aid i ser nominat per als premis Grammy.
El 2004, Rolling Stone els va classificar en el lloc 48è de la seva llista dels 100 millors artistes de tots els temps. El 2007, van ser nomenats com el Millor grup de hip hop de la història per MTV i el Millor artista de hip hop de la història per VH1. El 2009 es va convertir en el segon grup de hip hop (després de Grandmaster Flash & the Furious Five, 2007) a ser inclòs al Saló de la Fama del Rock and Roll. El 2016, el grup va rebre un premi Grammy a la carrera artística. El 2018, Raising Hell va ser inclòs al National Recording Registry per la Biblioteca del Congrés dels Estats Units per la seva «importància cultural, històrica o estètica».

## Membres
El grup estava format per tres joves negres de Queens, Nova York: 
- Jason Mizell (21 de gener de 1965 - 30 d'octubre de 2002), amb nom artístic Jam Màster Jay - DJ
- Darryl McDaniels, amb nom artístic DMC - MC (vocalista)
- Joseph Simmons, amb noms artístics Run i DJ Run- MC (vocalista)

## Discografia
- Run-D.M.C. (1984)
- King of Rock (1985)
- Raising Hell (1986)
- Tougher Than Leather (1988)
- Back From Hell (1990)
- Down With the King (1993)
- Crown Royal (1999)

## Filmografia
- "Tougher Than Leather" - (1988)